# В тайна служба на Нейно Величество
„В тайна служба на Нейно величество“ е шестият филм от поредицата за Джеймс Бонд, първият и единственият с актьора Джордж Лейзънби в ролята на агент 007. Сценарият на филма е адаптиран по едноименната книга на Иън Флеминг от 1963 г.

## Сюжет
Внимание:  Текстът по-долу разкрива сюжета на произведението (или части от него)!
В Португалия Джеймс Бонд се запознава с очарователна Трейси, която е заболяла тежко. Трейси е дъщеря на Марк-Анж Драко, лидерът на Корсиканския съюз, една от най-мощните престъпни групи в Европа. Драко предлага да помогне на Бонд в търсенето на Ернст Ставро Блофелд, неуловимият главатар на СПЕКТЪР.
Виждайки че Блофелд е в непревземаемата си крепост в Швейцария, Бонд, под прикритието на експерт по хералдика, влиза в бърлогата на престъпния гений. Блофелд има нов чудовищен план: с помощта на 12 девойки, събрани от всички краища на света, Блофелд се кани да разпространи вирусът „Омега“. Този вирус ще предизвика огромна епидемия сред селскостопанските животни и ще унищожи света на хранителните доставки. За пореден път Джеймс Бонд трябва да спре лидера на всемогъщия СПЕКТЪР да докара света до ръба на катастрофата…

## В ролите
| Актьор                                        | Роля |
| --------------------------------------------- | --- |
| Джордж Лейзънби                               | Джеймс Бонд                                                                                              |
| Диана Риг                                     | графиня Тереза ди Виченца (Трейси), дъщеря на Mарк-Анж Драко                                             |
| Тели Савалас                                  | Ернст Ставро Блофелд, лидер на СПЕКТЪР, който се представя като граф Балтазар де Блечамп                 |
| Габриеле Ферцети (озвучен от Давид де Кайзер) | Марк-Анж Драко, лидер на Корсиканския съюз, най-мощната престъпна организация във Франция                |
| Илзе Степат                                   | Ирма Бунт, главен помощник на Блофелд                                                                    |
| Джордж Бейкър                                 | сър Хилъри Бей, професионален хералдик, под прикритието на който Бонд пристига в резиденцията на Блофелд |
| Юрий Борисенко                                | Грюнтер, британски агент на Блофелд                                                                      |
| Бернард Ли                                    | „М“, шефът на МИ-6                                                                                       |
| Лоис Максвел                                  | мис Мънипени, секретарка на „М“                                                                          |
| Десмонд Левелин                               | „Q“, началник на техническия отдел на МИ-6, създател на много невероятни устройства за агент 007         |
| Бърнард Хорсфол                               | Шон Кембъл, колега на Джеймс Бонд, който му помага в Швейцария                                           |
| Вирджиния Норд (озвучен от Ники ван дер Зил)  | Олимпия, девойка, помощник на Марк-Анж Драко                                                             |
| Джули Ейдж                                    | Хелън, пациентка на клиниката на графа, девойка от Скандинавия                                           |
| Джени Хенли                                   | пациентка на клиниката на графа, девойка от Ирландия                                                     |
| Анушка Хемпъл                                 | пациентка на клиниката на графа, девойка от Австралия                                                    |
| Джоана Лъмли                                  | пациентка на клиниката на графа, девойка от Англия                                                       |
| Катрин Шел                                    | Нанси, пациентка на клиниката на графа, девойка от Унгария                                               |
| Ангела Сколар                                 | Руби Бартлет, пациентка на клиниката на графа, девойка от Англия                                         |

## Музика към филма
Саундтракът към филма е написан от композитора Джон Бари. За музиката за този филм Бари решава да използва много електрически музикални инструменти, за да направи звука по-бърз и агресивен. За романтичните сцени от филма (ухажването от Бонд на Трейси, рождения ден на Марк-Анж Драко), Бари специално написва песента „We Have All the Time in the World“ (Имаме цялото време на света), която се изпълнява от легендарния Луис Армстронг. Според мемоарите на Бари, Армстронг вече е бил много болен (великият музикант ще умре след две години), но прави записа на песента блестящо, от първия път.

## Интересни факти
- Поради факта че ролята на Джеймс Бонд се играе от нов актьор, в оригиналния сценарий е заложена идеята за „пластична операция на лицето му“, заради която при личната им среща Блофелд не познава Бонд. По-късно създателите на филма се отказват от тази идея.
- След като през 1967 г. Шон Конъри решава „най-накрая“ да се откаже от ролята на Бонд (въпреки че по-късно той два пъти играе на агент 007), продуцентът Албърт Броколи избира няколко кандидати за ролята: англичаните Джон Ричардсън и Антъни Роджърс, датчанина Ханс де Врийс, американеца Робърт Кембъл, и австралиеца Джордж Лейзънби. Броколи избира Лейзънби, защото харесва начина, по който Лейзънби играе в популярното телевизионно шоу „Голям пържен шоколад“. По време на снимките на сцените с борбата на Бонд и Грюнтер, агент на Блофелд, каскадьорът Юрий Борисенко счупва носа на Лейзънби, но актьорът смело издържа травмата. Това най-накрая убеждава Броколи, че е направил правилния избор. Производителите представят луксозна офертата на Лейзънби: осигуряване на участие в седем (!) филма на „бондиана“. Въпреки това Лейзънби отказа. Смята се, че това се е случило поради няколко причини. По-специално агентът на Лейзънби убеждава актьора, че проектът на „бондиана“ е без перспективи и би било глупаво да влезе в конфликт с него. Освен това по време на снимките Лейзънби е в много конфликтни отношения с режисьора Питър Хънт (в крайна сметка на снимачната площадка те не са говорили лично, а чрез помощника на Хънт), което също допринася за по-нататъшното участие на Лейзънби в „бондиана“.
- Заснемането се провежда в Швейцария, Англия и Португалия. По време на снимките в Алпите пада толкова малко сняг, че е много трудно заснемането на сцените на преследванията със ски. На бобслей пистата във филма като каскадьори участват членовете на олимпийския отбор на Швейцария и за снимките на сцените с лавини режисьорите привличат швейцарската армия.
- Това е първият и единствен филм на „бондиана“, в която агент 007 се жени. Въпреки това много скоро Джеймс Бонд става вдовец – жена му е убита от най-големия му враг Блофелд.
- Независимо от факта че по света като цяло филмовите критици реагират отрицателно за Лейзънби в ролята на Джеймс Бонд, актьорът е номиниран за наградата „Златен глобус“ за най-добър дебют сред мъжете.